# Xeringinia altilis
Xeringinia altilis är en fjärilsart som beskrevs av Edward Meyrick 1893. Xeringinia altilis ingår i släktet Xeringinia och familjen äkta malar. Inga underarter finns listade i Catalogue of Life.